# バンビキラー
バンビキラー（Bambikiller、1981年9月6日 - ）は、オーストリアのプロレスラー。
本名クリス・ラーバー（Chris Raaber）、レオーベン出身。

## 来歴
オーストリア南東部のレオーベン出身。1998年5月9日、16歳の時にプロレスラーとしてキャリアを開始。ドイツのインディー団体を活動の拠点としつつ、アメリカ合衆国や日本、ヨーロッパ、南米と世界各国の団体に参戦。
2002年、ドイツの団体であるwXw（Westside Xtreme Wrestling）にてwXw世界ヘビー級王座を保持するトーマス・ブレードから勝利し、自身初のタイトルを獲得。
2006年、日本の団体であるZERO1-MAXに参戦。10月27日には自身の持つEWA世界ヘビー級王座をかけて大森隆男と対戦した。
2008年、イングランドを拠点とするASW（All Star Wrestling）に参戦。同年にはプロレス・エキスポにてオーストリア代表として来日している。また、プロモーターとして活動を行うようになる。
2009年、WWEとディベロップメント契約を交わし、傘下団体のFCWにてクリストフ・ヘルツォーク（Christoph Herzog）のリングネームで活動。2010年にはWWEの契約下にありながら、許可を受けて日本で1年間の武者修行を行うということで再びZERO1に参戦した。
2010年7月11日、後楽園ホールで佐藤耕平の保持下にあったZERO1世界ヘビー級王座に挑戦して勝利し、奪取に成功。しかし同年9月9日に新宿FACEにて行われた防衛戦で関本大介に敗れ王座から転落。またその試合のダメージによる体調不良を訴えたため直後に緊急帰国した。
2012年11月、全日本プロレスに参戦したが、27日のジョー・ドーリングとのシングルマッチ中にリングから転落した際に頭部を痛打、失神状態となり京都市内の病院に搬送された。脳震盪と頚椎を痛めている可能性があり、次期シリーズの世界最強タッグ決定リーグ戦は大事を取って欠場することが決定、回復の様子を見て帰国後、精密検査を行う予定になった。
2014年、全日本プロレスの北海道シリーズに参戦。

## 得意技
バンビ・デスショット
大森隆男のアックス・ギロチン・ドライバーと同型技。開脚式にして低く落とす改良型も時折使用する。
キラー・ボトム
相手の脚を脇で抱えたタイプのバンビ・デスショット。
バンビキラー・スイング・ネックブリーカー・ドロップ
フィッシャーマンズ・スープレックスのクラッチで抱え上げ左方向に抱え上げひっくり返す荒技。

## 獲得タイトル
wXw
- 世界ヘビー級王座 : 1回

プロレスリングZERO1
- 世界ヘビー級王座 : 1回（第8代）

他に世界各国の王座を獲得している。